# Tennis de table en France
Le tennis de table en France, avec près de 254 000 licenciés, se place à la 11e position en France parmi les Fédérations olympiques agréées,. 
C'est aussi un loisir très répandu: environ 17 % des familles françaises possèdent une table de ping-pong. Le nombre de pratiquants est estimé à 3 millions, et l'âge moyen est de 32 ans.

## Organisation
Le tennis de table est géré en France par la Fédération Française de Tennis de table (FFTT), fondée en 1927. La Fédération regroupe 189 912 licenciés en 2009 (dont 17 % de femmes), pour 3783 clubs.
Il existe d'autres fédérations, l'UFOLEP qui regroupe 9 723 licenciés (chiffre 2008) répartis en 900 associations et la FSCF Fédération sportive et culturelle de France proposent la pratique du tennis de table.
Il y a également la Fédération Sportive et Gymnique du Travail qui propose l'activité Tennis de Table avec environ 2 300 licenciés en 2012. 4 épreuves fédérales sont proposées toutes les saisons.

## Histoire
Les premiers championnats de France sont organisés en 1928 à Paris, remportés par Raymond Verger. Michel Haguenauer domine dans les années 1930, puis Jacques Secrétin de 1966 à 1982. 
En 1968, le président de la FFTT, Georges Duclos, fait appel à Charles Roesch pour redresser un tennis de table français qui est au creux de la vague. Sa nomination au poste de Directeur technique national est effective au début du mois de décembre après un vote de l’assemblée générale de la Fédération. Charles Roesch devient le premier DTN de l’histoire du tennis de table français et il forme avec Georges Duclos un tandem extraordinaire. Passionné et respecté, il propose un plan sur plusieurs années pour dynamiser l’élite et redonner du souffle à l’équipe nationale. Les résultats sont vite perceptibles : avec le concours de Tomislav Terecik, il replace les meilleurs juniors français en bonne position sur l’échiquier européen. Dans cette génération dorée se côtoient notamment Patrick Birocheau, Christian Martin, Jean-Claude Decret, Jean-Denis Constant et Philippe Molodzoff. Charles Roesch lance également un vaste programme de formation de cadres, l’un des plus performants de l'époque. En dix années à la tête du tennis de table français, il accompagne l’équipe de France vers ses premiers succès : le titre de champion d’Europe en simple (Jacques Secrétin) en 1976, la médaille d’or en double mixte (Jacques Secrétin et Claude Bergeret) aux championnats du monde en 1977.
L'ère Jean-Philippe Gatien commence en 1988 et il domine le tennis de table français jusqu'en 2002, avec en particulier un titre de Champion du monde en 1993 et deux médailles olympiques. Cette période est aussi marquée par les succès des "mousquetaires" que sont Gatien, Damien Éloi, Christophe Legoût et Patrick Chila qui sont champions d'Europe par équipe en 1994 et 1998, et sur le podium du championnat du monde en 1995 et 1997. Durant cette période, le nombre de licenciés FFTT augmente régulièrement, passant de 104 000 en 1983 à 186 000 en 2001, avant de se stabiliser à ce niveau.
Après une baisse du nombre de licenciés pendant la période du confinement en 2020, les succès remportés au niveau international par les frères Alexis et Félix Lebrun attirent de nouveaux licenciés, leur nombre passant de 126 000 à près de 230 000.

## Règlementations
Les règlements spécifiques relatifs aux compétitions en France sont établis par les fédérations. Le revêtement de sol doit en France être conforme à la norme AFNOR NFP 90 203 et à la marque NF 192 (AFNOR CERTIFICATION). Les conditions d'éclairage sont règlementées suivant les types de compétition, l'intensité lumineuse doit être au minimum de 500 ou 800 lux au niveau de la table suivant les conditions d'homologation.

## Licence et Classement
En France, toute personne inscrite dans un club possède une licence : licence de compétition pour ceux qui désirent s'affronter dans des matchs officiels, ou licence promotionnelle pour les joueurs de loisir. La Fédération française a recensé 189 912 licenciés sur la saison 2008-2009.
Tout titulaire d'une licence de compétition possède un classement en points ou nombre de points qui indique son niveau de jeu. Ce nombre monte avec les parties gagnées, et baisse avec les parties perdues. 
Le nombre de points gagnés ou perdus dépend de la différence de points entre les deux adversaires et du côté attendu ou non du résultat, par exemple : 
- si les deux joueurs ont un écart inférieur ou égal à 24 points, le vainqueur gagne 6 points et son adversaire perd 5 points,
- si les deux joueurs ont un écart compris entre 100 et 149 points, alors, 
  - si le joueur ayant le plus grand nombre de points l'emporte, il gagne 4 points et son adversaire perd 3 points,
  - si le joueur ayant le plus grand nombre de points est battu, il perd 8 points et son adversaire gagne 10 points.

| Écart de points | Victoire normale | Défaite normale | Victoire anormale (Perf) | Défaite anormale (contre-perf) |
| --------------- | ---------------- | --------------- | ------------------------ | ------------------------------ |
| 0-24.5          | 6                | -5              | 6                        | -5                             |
| 25-49.5         | 5.5              | -4.5            | 7                        | -6                             |
| 50-99.5         | 5                | -4              | 8                        | -7                             |
| 100-149.5       | 4                | -3              | 10                       | -8                             |
| 150-199.5       | 3                | -2              | 13                       | -10                            |
| 200-299.5       | 2                | -1              | 17                       | -12.5                          |
| 300-399.5       | 1                | -0.5            | 22                       | -16                            |
| 400-499.5       | 0.5              | 0               | 28                       | -20                            |
| 500+            | 0                | 0               | 40                       | -29                            |

En termes de points, les femmes partagent le même classement que les hommes. Cela signifie que si une joueuse et un joueur ont le même nombre de points, ils sont de même niveau absolu.
Le classement est réactualisé en milieu de saison (janvier) et en fin de saison (juin). En effet, à chaque demi-saison, une nouvelle licence est délivrée avec le nombre de points ajustés pour chaque joueur de compétition. Il est en même temps ajusté pour que la moyenne de la somme des gains et des pertes de tous les joueurs soit égale à 0, c'est ce qu'on appelle la dérive. Lors de cette réactualisation les joueuses et joueurs non classés ayant moins de 500 points sont remontés à 500. De même un nouveau joueur débute avec 500 points.
Les classements en points sont découpés en tranches de 100 points, chaque tranche ayant tout simplement comme nom le résultat de la division entière par 100 du classement en points. Ces tranches sont aussi appelées classements (ainsi le classement 5 correspond aux classements en points allant de 500 à 599 points). Les 1 000 premiers joueurs français et les 300 premières joueuses françaises n'ont pas de classement, mais sont numérotés, respectivement de 1 (le meilleur) à 1 000, et de 1 (la meilleure) à 300.
Les joueurs sont répartis en 3 séries :
- la série nationale qui comprend les joueuses numérotées 1 à 300 et les joueurs numérotés 1 à 1 000,
- la série régionale qui comprend les joueuses et joueurs classés 13 et plus et non numérotés (ayant donc plus de 1 300 points),
- la série départementale qui comprend les joueuses et joueurs classés 12 à 5.

Ce système de classement a été modifié par la FFTT au début de la saison 2009-2010 afin d'établir une parité des points entre les hommes et les femmes et d'avoir une grille de tranches du classement plus lisible.

### Historique du système de classement en France
Historiquement, les joueurs étaient classés en catégories allant de 50 à 15 (de 5 en 5), jusqu'aux numéros individuels pour les meilleurs joueurs nationaux, ces derniers se définissant en 1ère série. On distinguait donc les autres  series de classement  inférieures, la 4eme: 50 à 40, la 3eme: 35 à 25, la 2eme: 20 et 15.  
Pour se classer 50 (le premier classement), il fallait réussir à battre plusieurs joueurs classés 50 ou plus (5 victoires), en évitant logiquement de se faire battre  par des non classés ; les joueurs débutants ou qui n'avaient pas réussi à se classer étaient « non classés » (NC). Un classé 50 qui avait subi plusieurs contre-performances (5 défaites) au cours d'une saison devenait ancien classé 4eme série (AC4). En conséquence, un joueur classé ne redevenait jamais non classé.  
En tant que joueur de club, on pouvait réaliser des performances au cours des matchs en équipes mais aussi à titre individuel. Participer aux championnats dits "individuels" , en son nom propre et non en équipe, était donc un moyen supplémentaire pour les joueurs les plus ambitieux d' accéder à un classement supérieur.  
Étant donné que la majorité des joueurs étaient non classés, le classement a progressivement été étendu à 55 et 60 dans les années 1980, 70 puis 80 dans les années 1990.
Les joueurs numérotés étaient classés en fonction de leur nombre de points, chaque match rapportant/coûtant des points en fonction de la position relative des adversaires.
Ce système de points et d'échange de points a été généralisé en 1998 à l'ensemble des joueurs en attribuant un nombre de points de départ à chaque catégorie, correspondant chacune à une tranche de 100 points. Ceci a été facilité par l'informatisation et l'automatisation du calcul du classement qui a eu lieu à cette période. Le classement 80 allait ainsi de 700 à 799 points, les joueurs non classés étaient les joueurs en dessous de 700 points et un nouveau joueur commençait avec 650 points (à 300 points pour une féminine, toutes les catégories féminines étant décalées de 350 points par rapport aux catégories masculines).
Pour encourager les débutants en leur permettant d'avoir rapidement un classement, deux classements intermédiaires ont été ajoutés en 2000, 90 (de 660 à 679 points) et 85 (de 680 à 699 points).
En 2005, le barème d'échange de points a été revu de façon à limiter l'augmentation moyenne de points de tous les licenciés sur une demi-saison. En effet, le barème en vigueur accorde davantage de points au gagnant qu'il n'en retire au perdant ; en fin de saison, le nombre de points total a donc augmenté. L'augmentation, appelée « dérive », est moyennée puis cette moyenne est retirée à chaque joueur ; le niveau moyen en points reste donc stable d'une saison à l'autre.
En 2009, la FFTT abandonne les classements historiques allant de 5 en 5 et les remplace par un système où le classement d'un joueur est tout simplement le nombre de centaines de points qu'il a acquis. Tous les joueurs sont classés et les débutants en compétition (hommes ou femmes) commencent tous avec 500 points.
En 2015, la fédération français met en place un système de dématérialisation des licences, qui permet de remplacer la plaquette traditionnelle par une version numérique gérée sur internet, et accessible par exemple avec un smartphone.

### Structures pyramidales des divisions des championnats par équipes

#### Remarque préalable
Les structures pyramidales présentées ci-dessous évoluent d'année en année : la fédération, aidée des ligues régionales et des comités départementaux ajustent le nombre de séries ainsi que le nombre d'équipes dans les séries en fonction du nombre total d'affiliés participant aux championnats interclubs.

#### Compétition Messieurs

##### 2024-2025
| Niveau | Division         | Divisions Nationales             | Divisions Nationales             | Divisions Nationales             | Divisions Nationales             | Divisions Nationales             | Divisions Nationales             | Divisions Nationales             | Divisions Nationales             | Divisions Nationales             | Divisions Nationales             |
| ------ | ---------------- | -------------------------------- | -------------------------------- | -------------------------------- | -------------------------------- | -------------------------------- | -------------------------------- | -------------------------------- | -------------------------------- | -------------------------------- | -------------------------------- |
| 1      | Pro A            | Pro A                            | Pro A                            | Pro A                            | Pro A                            | Pro A                            | Pro A                            | Pro A                            | Pro A                            | Pro A                            | Pro A                            |
| 2      | Pro B            | Pro B                            | Pro B                            | Pro B                            | Pro B                            | Pro B                            | Pro B                            | Pro B                            | Pro B                            | Pro B                            | Pro B                            |
|        |                  | Phase 1                          | Phase 1                          | Phase 1                          | Phase 1                          | Phase 1                          | Phase 2                          | Phase 2                          | Phase 2                          | Phase 2                          | Phase 2                          |
| 3      | Nationale 1      | Nationale 1 - poule 1            | Nationale 1 - poule 2            | Nationale 1 - poule 3            | Nationale 1 - poule 4            | Nationale 1 - poule 4            | Nationale 1A - poule 1           | Nationale 1A - poule 2           | Nationale 2A - poule 1           | Nationale 2A - poule 1           | Nationale 2A - poule 2           |
| 4      | Nationale 2      | 8 poules                         | 8 poules                         | 8 poules                         | 8 poules                         | 8 poules                         | 8 poules                         | 8 poules                         | 8 poules                         | 8 poules                         | 8 poules                         |
| 5      | Nationale 3      | 16 poules                        | 16 poules                        | 16 poules                        | 16 poules                        | 16 poules                        | 17 poules                        | 17 poules                        | 17 poules                        | 17 poules                        | 17 poules                        |
|        |                  | Divisions Régionales             |                                  |                                  |                                  |                                  |                                  |                                  |                                  |                                  |                                  |
| 6      | Pré-Nationale    | 7 zones avec plusieurs poules    | 7 zones avec plusieurs poules    | 7 zones avec plusieurs poules    | 7 zones avec plusieurs poules    | 7 zones avec plusieurs poules    | 7 zones avec plusieurs poules    | 7 zones avec plusieurs poules    | 7 zones avec plusieurs poules    | 7 zones avec plusieurs poules    | 7 zones avec plusieurs poules    |
| 7      | Régionale 1      | 18 régions avec plusieurs poules | 18 régions avec plusieurs poules | 18 régions avec plusieurs poules | 18 régions avec plusieurs poules | 18 régions avec plusieurs poules | 18 régions avec plusieurs poules | 18 régions avec plusieurs poules | 18 régions avec plusieurs poules | 18 régions avec plusieurs poules | 18 régions avec plusieurs poules |
| 8      | Régionale 2      | 18 régions avec plusieurs poules | 18 régions avec plusieurs poules | 18 régions avec plusieurs poules | 18 régions avec plusieurs poules | 18 régions avec plusieurs poules | 18 régions avec plusieurs poules | 18 régions avec plusieurs poules | 18 régions avec plusieurs poules | 18 régions avec plusieurs poules | 18 régions avec plusieurs poules |
| 9      | Régionale 3      | 18 régions avec plusieurs poules | 18 régions avec plusieurs poules | 18 régions avec plusieurs poules | 18 régions avec plusieurs poules | 18 régions avec plusieurs poules | 18 régions avec plusieurs poules | 18 régions avec plusieurs poules | 18 régions avec plusieurs poules | 18 régions avec plusieurs poules | 18 régions avec plusieurs poules |
|        |                  | Divisions Départementales        |                                  |                                  |                                  |                                  |                                  |                                  |                                  |                                  |                                  |
| 10     | Pré-Regionale    |                                  |                                  |                                  |                                  |                                  |                                  |                                  |                                  |                                  |                                  |
| 11     | Départementale 1 |                                  |                                  |                                  |                                  |                                  |                                  |                                  |                                  |                                  |                                  |
| 12     | Départementale 2 |                                  |                                  |                                  |                                  |                                  |                                  |                                  |                                  |                                  |                                  |
| 13     | Départementale 3 |                                  |                                  |                                  |                                  |                                  |                                  |                                  |                                  |                                  |                                  |
| 14     | Départementale 4 |                                  |                                  |                                  |                                  |                                  |                                  |                                  |                                  |                                  |                                  |
| 15     | Départementale 5 |                                  |                                  |                                  |                                  |                                  |                                  |                                  |                                  |                                  |                                  |